# Heryanto Arbi
Michael Ludwig Hariyanto Arbi, plus communément Heryanto Arbi (né le 21 janvier 1972 à Kudus) est un champion indonésien de badminton, sacré champion du monde en simple hommes en 1995 à Lausanne en Suisse.
Il a fait partie de l'équipe indonésienne comprenant d'immenses joueurs tels que Ardy Wiranata, Joko Suprianto, Alan Budikusuma, Hermawan Susanto, et Hendrawan. Il n'a jamais remporté l'Open d'Indonésie (gagné 6 fois par Ardy Wiranata dans les années 1990). Ce titre et celui de champion olympique sont les seuls qui manquent à son palmarès.

## Palmarès

### Jeux olympiques
Lors des Jeux de 1996 ayant eu lieu à Atlanta, Heryanto Arbi est éliminé en demi-finale du simple hommes par le Danois Poul-Erik Høyer Larsen, futur champion olympique. Lors du match pour la médaille de bronze, il perd face au Malaisien Rashid Sidek et termine donc la compétition à la 4e place.

### Championnats du monde
En 1995, il remporte le simple hommes en battant en finale le sud-coréen Park Sung-woo. Lors de l'édition suivante en 1997, il décroche une médaille de bronze, battu en demi-finale par le danois Peter Rasmussen, futur champion du monde.

### Jeux asiatiques
Lors des Jeux asiatiques de 1994, il décroche deux médailles d'or : l'une en simple hommes et l'autre par équipes.

### Par équipes
Arbi fait partie de l'équipe d'Indonésie de Thomas Cup. Il remporte l'épreuve 3 fois de suite dans les années 1990 : en 1994, 1996 et 1998.
Il est également médaillé d'argent de la Sudirman Cup 1995, après la défaite indonésienne face à la Chine.

### Tournois
| Année | Tournoi              | Résultat  |
| ----- | -------------------- | --------- |
| 1992  | Open de Suisse       | Finaliste |
| 1992  | Open de Hong Kong    | Finaliste |
| 1993  | Open de Malaisie     | Finaliste |
| 1993  | Open d'Angleterre    | Vainqueur |
| 1993  | Open de Taïwan       | Vainqueur |
| 1993  | Open du Japon        | Vainqueur |
| 1994  | Open de Hong Kong    | Vainqueur |
| 1994  | Open d'Angleterre    | Vainqueur |
| 1994  | Open de Taïwan       | Vainqueur |
| 1995  | Open d'Angleterre    | Finaliste |
| 1995  | Open du Japon        | Vainqueur |
| 1995  | Open de Corée du Sud | Vainqueur |
| 1995  | Open de Hong Kong    | Vainqueur |
| 1996  | Open du Japon        | Finaliste |
| 1997  | Open de Singapour    | Vainqueur |
| 1997  | Open d'Inde          | Vainqueur |
| 1999  | Open de Singapour    | Vainqueur |